# Адам Мілашевський
Адам Мілашевський (11 грудня 1827, Бурштин, Бурштинський повіт,  Станіславівський округ - 25 вересня 1893, Краків, Королівство Галичини і Володимирії, Австро-Угорщина) – польський театральний актор, режисер провінційних театрів у Галичині.

## Біографія
Народився 2 лютого 1871 року в Бурштині на Прикарпатті у родині Петра i Марії  Мілашевських. Брат оперного співака Леопольда Мілашевського.
Займався торгівлею в Бережанах. У 1848 році переїхав до Львова, де став секретарем Кароля Яблоновського. Протягом 1850 - 1854 років працював у львівському театрі.  З1854 р.  грав і був режисером у театрі в Кракові, а також брав участь у виставах трупи в Познані. 27 жовтня 1854 року дебютував у Варшавському урядовому театрі в ролі Густава («Дівочі обітниці»). Після успішного дебюту він був ангажований і виступав у Варшаві до 1 грудня 1855 р. З 8 квітня 1855 р. до кінця червня 1856 р. він знову був частиною ансамблю Краківського театру.
Помер 25 вересня 1893 року в Кракові. Похований на Раковицькому цвинтарі.

## Польський театр у Львові
Станіслав Скарбек засновник театру у Львові свого імені -  Національний академічний український драматичний театр імені Марії Заньковецької. Він робив ставку на шляхту. Його репертуар здебільшого охоплював іноземних або польських класиків.  По його смерті у березні 1864р. трупу львівського польського театру  очолив  Адам Мілашевський, зберіг шляхетський характер.  Він зменшив у репертуарі частку класичних драм та серйозних п’єс, надавав перевагу італійським операм, оперетам, шванкам та комедіям. 

## Особисте життя
3 травня 1856 року одружився з актрисою Йоанною Котовською. 

## Галерея

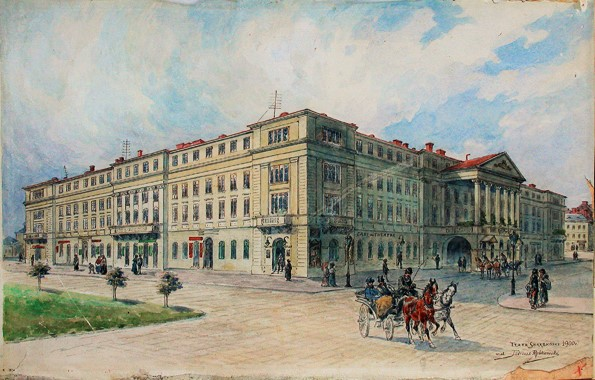
Театр Скарбека
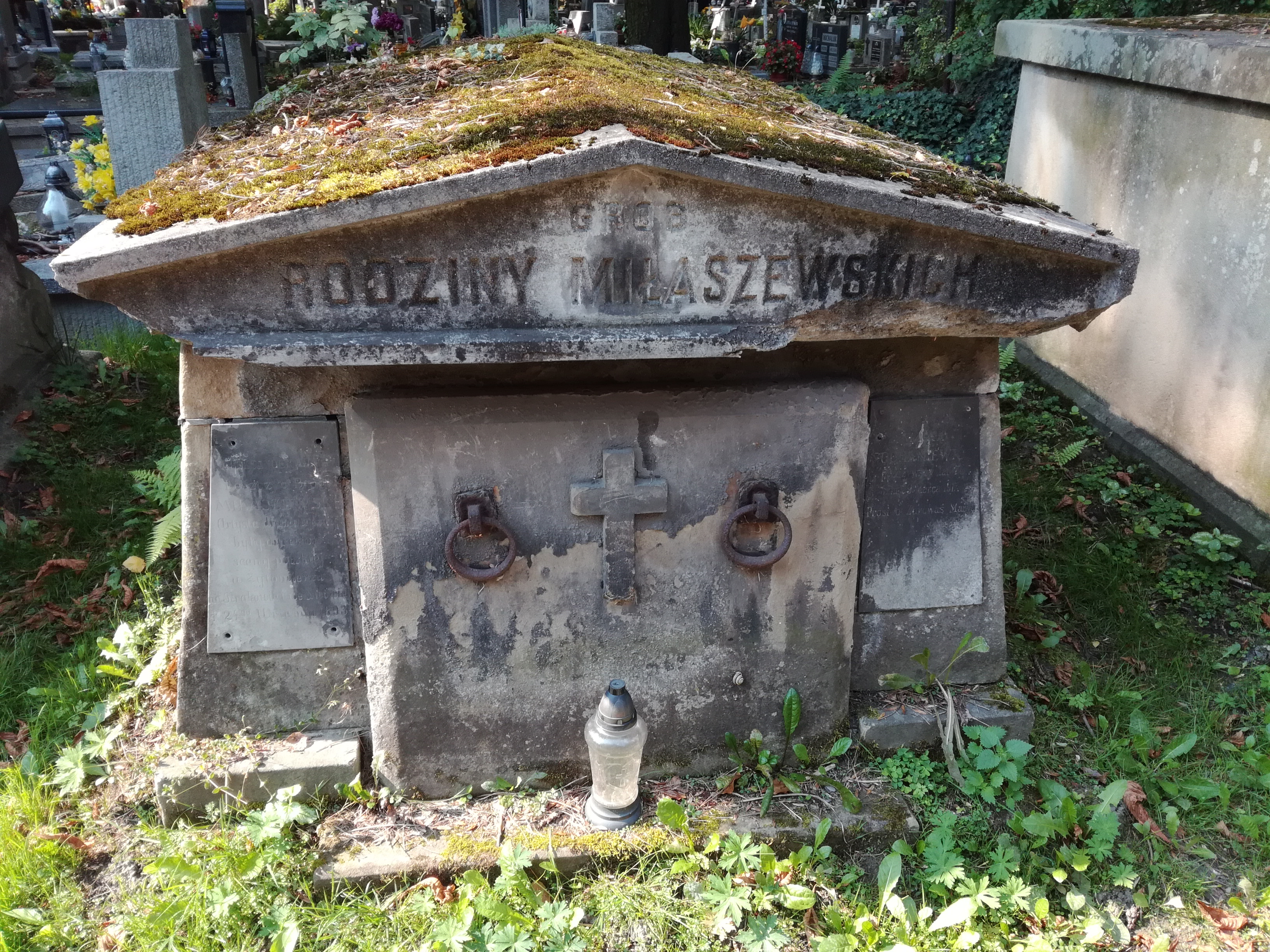
Гріб